# Ein diplomatischer Zwischenfall
Ein diplomatischer Zwischenfall (Originaltitel The Adventure of the Christmas Pudding and a Selection of Entrées) ist eine Kurzgeschichtensammlung von Agatha Christie. Sie erschien zuerst am 24. Oktober 1960 im Vereinigten Königreich im Verlag von William Collins and Sons.
Die Veröffentlichung im deutschen Sprachraum gestaltet sich sehr kompliziert. Erst 2011 erschien als 74. Band der vom französischen Verlag Hachette Collections herausgegebenen Die offizielle Sammlung Agatha Christie die originale Zusammenstellung.
Die Sammlung ist insofern bemerkenswert, ist sie doch die einzige Sammlung von Kurzgeschichten in der die beiden berühmten Detektive der Autorin, Hercule Poirot und Miss Marple, auftreten. (In den ersten fünf Geschichten ermittelt Hercule Poirot, in der sechsten Miss Marple.)

## Die Geschichten

### Ein diplomatischer Zwischenfall
(Originaltitel The Adventure of the Christmas Pudding, or The Theft of the Royal Ruby)

#### Erste Veröffentlichung im Vereinigten Königreich
The Adventure of the Christmas Pudding: 1960

#### Erste deutschsprachige Veröffentlichung
1967 in Ein diplomatischer Zwischenfall: Kriminalgeschichten, einzig berechtigte Übertragung aus dem Englischen von Marfa Berger, Scherz Verlag (Bern; München; Wien)

#### Verfilmungen
Für die englische Fernsehserie Agatha Christie’s Poirot mit David Suchet als Poirot, Hugh Fraser als Hastings, Philip Jackson als Japp und Pauline Moran als Miss Lemon adaptiert und verfilmt in Staffel 3.

### Die spanische Truhe
(Originaltitel The Mystery of the Spanish Chest)

#### Erste Veröffentlichung im Vereinigten Königreich
The Mystery of the Spanish Chest: 17. September bis 1. Oktober 1960 - Women's Illustrated.

#### Erste deutschsprachige Veröffentlichung
1964 in Der Unfall und andere Fälle, einzig berechtigte Übertragung aus dem Englischen von Maria Meinert und Renate Weigl, Scherz Verlag (Bern; Stuttgart; Wien)

#### Verfilmungen
Für die englische Fernsehserie Agatha Christie’s Poirot mit David Suchet als Poirot, Hugh Fraser als Hastings, Philip Jackson als Japp und Pauline Moran als Miss Lemon adaptiert und verfilmt in Staffel 3.

### Der Prügelknabe
(Originaltitel The Under Dog)

#### Erste Veröffentlichung im Vereinigten Königreich
The Under Dog: Oktober 1926 - The London Magazine.

#### Erste Veröffentlichung in den Vereinigten Staaten
The Under Dog: April 1926 - The Mystery Magazine.

#### Erste deutschsprachige Veröffentlichung
1961 in Zeugin der Anklage, Scherz Verlag (Bern; Stuttgart; Wien)

#### Verfilmungen
Für die englische Fernsehserie Agatha Christie’s Poirot mit David Suchet als Poirot, Hugh Fraser als Hastings, Philip Jackson als Japp und Pauline Moran als Miss Lemon adaptiert und verfilmt in Staffel 5.

### Vierundzwanzig Schwarzdrosseln
(Originaltitel Four-and-Twenty Blackbirds)

#### Erste Veröffentlichung im Vereinigten Königreich
Four-and-Twenty Blackbirds: November 1940 - The Strand Magazine Ausgabe 603 (unter dem Titel Poirot and the Regular Customer).

#### Erste Veröffentlichung in den Vereinigten Staaten
Four-and-Twenty Blackbirds: April 1926 - The Mystery Magazine.

#### Erste deutschsprachige Veröffentlichung
1966 in Die Mausefalle und andere Fallen, einzig berechtigte Übertragung aus dem Englischen von Maria Meinert u. a. Scherz Verlag (Bern; München; Wien)

#### Verfilmungen
Für die englische Fernsehserie Agatha Christie’s Poirot mit David Suchet als Poirot, Hugh Fraser als Hastings, Philip Jackson als Japp und Pauline Moran als Miss Lemon adaptiert und verfilmt in Staffel 1.

### Der Traum
(Originaltitel The Dream)

#### Erste Veröffentlichung im Vereinigten Königreich
The Dream: Oktober 1937 - The Strand Magazine Ausgabe 566.

#### Erste deutschsprachige Veröffentlichung
1964 in Der Unfall und andere Fälle, einzig berechtigte Übertragung aus dem Englischen von Maria Meinert und Renate Weigl, Scherz Verlag (Bern; Stuttgart; Wien)

#### Bezüge zu anderen Werken
Der Leser trifft auf Dr. Stillingfleet auch in dem Roman Die vergessliche Mörderin aus dem Jahr 1966.

#### Verfilmungen
Für die englische Fernsehserie Agatha Christie’s Poirot mit David Suchet als Poirot, Hugh Fraser als Hastings, Philip Jackson als Japp und Pauline Moran als Miss Lemon adaptiert und verfilmt in Staffel 1.

### Greenshaws Monstrum
(Originaltitel Greenshaw's Folly)

#### Erste Veröffentlichung im Vereinigten Königreich
Greenshaw's Folly: August 1960 - Woman's Journal.

#### Erste deutschsprachige Veröffentlichung
1964 in Der Unfall und andere Fälle, einzig berechtigte Übertragung aus dem Englischen von Maria Meinert und Renate Weigl, Scherz Verlag (Bern; Stuttgart; Wien)

#### Verfilmungen
2013 für die englische Fernsehserie Agatha Christie’s Marple mit Julia McKenzie als Marple adaptiert und verfilmt in Staffel 6.

## Die deutsche Version des Buches
Die 1967 im Scherz Verlag erschienene deutschsprachige Sammlung von Kurzgeschichten enthält, außer der Titelgeschichte, nur Kurzgeschichten aus Der Hund des Todes.
Die Kurzgeschichten Das Geheimnis der spanischen Truhe, Der Prügelknabe, Vierundzwanzig Schwarzdrosseln, Der Traum und Greenshaws Monstrum fehlen. Dafür sind enthalten:
- Ein diplomatischer Zwischenfall
- Die Lampe
- Rolltreppe ins Grab
- Der vierte Mann
- Das rote Signal
- Am falschen Draht